# Gryllus debilis
Gryllus debilis är en insektsart som beskrevs av Walker, F. 1871. Gryllus debilis ingår i släktet Gryllus och familjen syrsor. Inga underarter finns listade i Catalogue of Life.